# Huhtisaari (ö i Södra Savolax, S:t Michel, lat 61,33, long 27,17)
Huhtisaari är en ö i Finland. Den ligger i sjön Ylä-Kuhanen och i kommunen Sankt Michel i den ekonomiska regionen  S:t Michel och landskapet Södra Savolax, i den södra delen av landet, 180 km nordost om huvudstaden Helsingfors. Öns area är 17,1 hektar och dess största längd är 0,8 kilometer i sydöst-nordvästlig riktning.